# Schwanefeld
Schwanefeld ist ein Ortsteil der Stadt Oebisfelde-Weferlingen im Landkreis Börde in Sachsen-Anhalt.

## Geografie
Schwanefeld liegt rund sieben Kilometer nordöstlich von Helmstedt zwischen Lappwald und Drömling im Allertal.

## Geschichte
Schwanefeld wurde erstmals um 1220 als prope Svanevelde im Lehnsregister der Edelherren von Meinersen erwähnt. Der Zehnt einer Rodung, ein Lehen der Bischöfe von Halberstadt an die Edelherren, gaben diese um 1220 an Gunzelin von Berwinkel als Afterlehen, dann um 1270 an die von Bartensleben. Das Geschlecht derer von Meinersen starb im Jahre 1374 im Mannesstamm aus.
Von 1994 bis zum 1. Januar 2005 gehörte Schwanefeld zur Verwaltungsgemeinschaft Weferlingen, von 2005 bis zum 31. Dezember 2009 zur Verwaltungsgemeinschaft Flechtingen.
Durch einen Gebietsänderungsvereinbarung beschlossen die Gemeinderäte der Gemeinden Stadt Oebisfelde (am 27. Mai 2009), Bösdorf (am 26. Mai 2009), Eickendorf (am 28. Mai 2009), Etingen (am 26. Mai 2009), Kathendorf (am 19. Mai 2009), Rätzlingen (am 27. Mai 2009), Eschenrode (am 28. Mai 2009), Döhren (am 28. Mai 2009), Hödingen (am 20. Mai 2009), Hörsingen (am 27. Mai 2009), Schwanefeld (am 25. Mai 2009), Seggerde (am 26. Juni 2009), Siestedt (am 28. Mai 2009), Walbeck (am 28. Mai 2009) und der Flecken Weferlingen (am 19. Mai 2009), dass ihre Gemeinden aufgelöst und zu einer neuen Stadt Oebisfelde-Weferlingen vereinigt werden. Dieser Vertrag wurde vom Landkreis als unterer Kommunalaufsichtsbehörde genehmigt und trat am 1. Januar 2010 in Kraft.
Nach Umsetzung der Vereinigungsvereinbarung der bisher selbstständigen Gemeinde Schwanefeld wurde Schwanefeld Ortsteil der neuen Stadt Oebisfelde-Weferlingen. Für die eingeflossene Gemeinde wurde die Ortschaftsverfassung nach den §§ 86 ff. Gemeindeordnung Sachsen-Anhalt eingeführt. Die aufgenommene Gemeinde Schwanefeld und künftige Ortsteil Schwanefeld wurde zur Ortschaft der neuen Stadt Oebisfelde-Weferlingen. In der eingeflossenen Gemeinde und nunmehrigen Ortschaft Schwanefeld wurde ein Ortschaftsrat mit acht Mitgliedern einschließlich Ortsbürgermeister gebildet.

## Politik

### Ortsbürgermeister
Ehrenamtliche Ortsbürgermeisterin ist Mareen Reinicke.

### Ortschaftsrat
Laut der letzten Kommunalwahl am 7. Juni 2009 hatte der Gemeinderat acht Mitglieder. Aufgrund der Stadtgründung von Oebisfelde-Weferlingen wurde der Gemeinderat zum Ortschaftsrat. Die Wahlbeteiligung lag bei 47,2 %. Die Wahl brachte folgendes Ergebnis:
|  | Wählergruppen | 8 Sitze | (100,0 %) |

2014 wurde ein Ortschaftsrat mit drei Mitgliedern gewählt, zwei Sitze blieben unbesetzt. Daneben gehört der Ortsbürgermeister als Vorsitzender dem Ortschaftsrat an.

## Kultur und Sehenswürdigkeiten

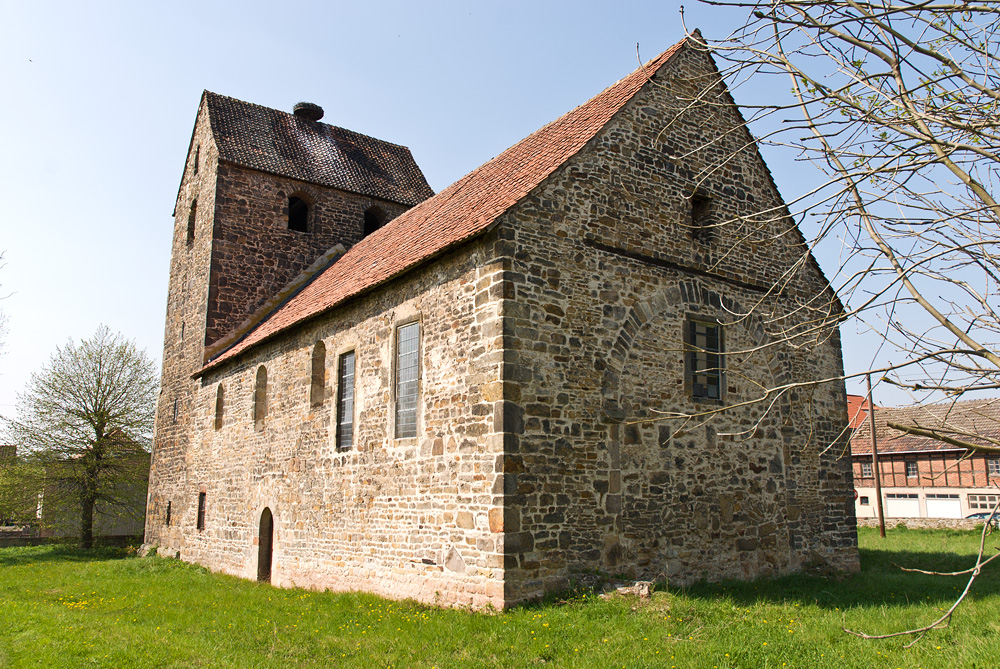
Kirche St. Nikolai in Schwanefeld mit Blick auf den einstigen Chor mit Apsis

Die Entstehung der Kirche St. Nikolai wird in Quellen im 11. Jahrhundert angegeben. Jedoch sind Bauteile vorhanden (ehemalige Chorschranke), die auf karolingische Zeit schließen lassen. Ende des 16. Jahrhunderts wurde der östlich des Kirchenschiffs befindliche Chor mit dem Altarraum (Apsis) abgetragen. Zudem waren am Fußboden jener östlichen Mauer Spuren ehemaliger Eingänge in eine unter dem ehemaligen Chor befindlichen und einer ebenfalls nicht mehr vorhandenen Krypta oder einer unterirdischen Kapelle vorhanden.

## Wirtschaft und Infrastruktur
Schwanefeld ist von der Landwirtschaft geprägt.

### Verkehr
Zur Bundesstraße 1, die Braunschweig mit Berlin verbindet, sind es in südlicher Richtung rund sechs Kilometer. Die Bundesautobahn 2 (Anschlussstelle Marienborn-Helmstedt) wird nach acht Kilometern erreicht.